# Pholisora
Pholisora là một chi bướm ngày thuộc họ Bướm nâu.

## Các loài
- Pholisora catullus (Fabricius, 1793)
- Pholisora mejicanus (Reakirt, [1867])